# Athanasios Rhetor
Athanasios Rhetor (griechisch Αθανάσιος Ρήτωρ; * um 1571; † 1663) war ein in Paris lebender zypriotischer Priester.  
Er wurde von dem französischen Kardinal und ersten Minister Jules Mazarin in den Orient entsandt, wo er zwischen 1643 und 1653 unterwegs war, um Handschriften für die Bibliothek des Kardinals zu beschaffen; im Juli 1647 kam er auf den Athos. Athanasios beschaffte auch Handschriften für die Bibliothek des Kanzlers Pierre Séguier, den späteren Fonds Coislin in der Bibliothèque nationale de France.